# Бєлово (Іскітимський район)
Бєлово (рос. Белово) — село в Іскітимському районі Новосибірської області Російської Федерації.
Входить до складу муніципального утворення Гусельниковська сільрада. Населення становить 746 осіб (2010).

## Історія
Згідно із законом від 2 червня 2004 року органом місцевого самоврядування є Гусельниковська сільрада.

## Населення
| 2002 | 2007 | 2010 |
| ---- | ---- | ---- |
| 787  | ↗872 | ↘746 |